# Letiště Podgorica
Mezinárodní letiště Podgorica – Golubovci (černohorsky Међународни аеродром Подгорица - Гoлубoвци, Međunarodni aerodrom Podgorica - Golubovci) je hlavní a největší mezinárodní letiště v Černé Hoře, nacházející se 12 km jižně od centra hlavního města Podgorice v obci Golubovci.
Mezinárodní ICAO kód letiště je LYPG, kód IATA je stále TGD, protože Podgorica byla v letech 1946–1992 pojmenována Titograd.
Je to jedno ze dvou letišť v oblasti Podgorici (druhé, Letiště Ćemovsko polje, přežilo bombardování za druhé světové války a nyní je centrálním letištěm parašutistických a kaskadérských společností v okolí).
Slogan tohoto letiště je Letiště Podgorica – srdce Černé Hory.

## Historie
Letiště bylo postaveno v roce 1961 ve vesnici Golubovci, jižně od Podgorice v údolí Zeta. Původně sloužilo jako vojenské letiště pro jugoslávskou armádu, později zde byl zaveden i civilní provoz. Spolu s tivatským letištěm bylo ve vlastnictví Jat Airways, dokud obě letiště v roce 2003 neodkoupila Vláda Republiky Černá Hora. Letiště bylo častým terčem Bombardování NATO 1999, ovšem žádné velké škody neutrpělo.
V roce 2006, po vyhlášení nezávislosti, proběhla na letišti rozsáhlá rekonstrukce. Byla rozšířena celková plocha letiště, zrenovován systém pojezdových drah, zpevněna a rozšířena vzletová a přistávací dráha a modernizováno osvětlení letištní plochy a světelné navádění na letiště. Nově vznikl také VIP terminál. V roce 2008 proběhla stavba nového mezinárodního terminálu pro cestující. Rozpočet na rekonstrukci přesáhl 4 miliony EUR. V rámci této rekonstrukce byla rozšířena i stojánka, která je schopna pojmout 6 letadel místo předchozích 3 a plánuje se další rozšíření až na 8 letadel. Dalším bodem rekonstrukce bylo i přizpůsobení letiště k přijímání obřích dopravních i transportních letounů, jako jsou Iljušin Il-86, Airbus A380, Boeing 747 Jumbo Jet nebo Antonov An-225.

### Vojenské využití
Podgorické mezinárodní letiště je sice veřejným letiště, ale sdílí vzletovou a přistávací dráhu s nedalekou leteckou základnou.
Součástí tohoto leteckého komplexu byla i ranvej 08/26, která se nachází u kopce Šipčanik. Ranvej je pouze 15 metrů široká a není uzpůsobena přijímat civilní letadla. Pod kopcem Šipčanik se nacházel podzemní úkryt pro vojenská letadla a další nejmodernější vybavení celé letecké základny. Proto se Šipčanik stával v roce 1999 častým terčem bombardování NATO a byl velmi poškozen. Nedávno tento podzemní úkryt zakoupila společnost Plantaže, která má kolem letiště své vinice, a udělala z něj sklad vína. Dráha 08/26 se v současnosti nevyužívá a není jasné, k jakým účelům bude používána.
Po osamostatnění Černé Hory vznikla nová Armáda Černé Hory, která vydala usnesení, že kvůli vysokým nákladům na údržbu nebude používat všechny vojenské letouny z letecké základny. Vzdušné síly ARČH v současnosti používají celkem 27 letounů. Všechny tyto letouny stále sídlí na Podgorické letecké základně. O osudu zbývajících nepoužívaných letounů není zatím rozhodnuto.

## Charakter letiště
Podgorické mezinárodní letiště zajišťuje spojení jak s místními, tak i se zahraničními letišti. Má jednu vzletovou a přistávací dráhu, která nese označení 18/36 a její rozměry jsou 2500×45 metrů. Dráha je situována ve směru sever - jih. Vzhledem k Dinárským horám severně od Podgorice přijímá letiště letouny z jižní strany. Vzlety jsou povolené z obou stran, ale severní přistání se povoluje pouze za velmi dobré viditelnosti.
Je to moderní letiště se dvěma terminály (T1 – nový / odletový, T2 – starý / odletový a příletový), velkým parkovištěm a spoustou obchodů. Je zde 12 odbavovacích stolků, dětský koutek, restaurace, banky, konferenční sál, salónky leteckých společností, půjčovna aut a další obchody (Costa Coffee, Duty-free shop, CNB,...). Terminál T1 je architektonicky moderní budova ze skla a hliníku a obsluhuje většinu pravidelných letů, starý terminál T2 je využíván spíše pro společnosti s menší letovou frekvencí a je spojen s VIP terminálem.
V roce 2009 prošlo letištěm 601 712 cestujících, což znamená navýšení o zhruba 100 000 oproti předchozímu roku. V roce 2007 jej Mezinárodní rada letišť (ACI) ocenila jako nejlepší letiště pod 1 milion cestujících.
Letiště zpracovává vnitrostátní i mezinárodní lety. Jelikož jsou dvě hlavní černohorská letiště od sebe vzdálena pouze 80 km, padlo rozhodnutí o zrušení pravidelných vnitrostátních letů, které jsou nyní převedeny na lety charterové.
Díky vybudování mezinárodního letiště se Podgorica stala jedním z nejdůležitějších dopravních uzlů v oblasti.

## Aerolinie a destinace
Letiště je obsluhováno následujícími aerolinkami a dopravci (aktualizováno 25. března 2024):

### Pravidelné linky
| Letecká společnost | Destinace          | Destinace                                        |
| ------------------ | ------------------ | ------------------------------------------------ |
| Aegean Airlines    | Řecko              | Athény                                           |
| Air Montenegro     | Česko              | Sezónně: Ostrava                                 |
| Air Montenegro     | Dánsko             | Sezónně: Kodaň                                   |
| Air Montenegro     | Francie            | Sezónně: Lyon · Nantes · Paříž–Charles de Gaulle |
| Air Montenegro     | Itálie             | Řím–Fiumicino                                    |
| Air Montenegro     | Německo            | Sezónně: Mnichov · Frankfurt                     |
| Air Montenegro     | Slovensko          | Sezónně: Bratislava                              |
| Air Montenegro     | Slovinsko          | Lublaň                                           |
| Air Montenegro     | Srbsko             | Bělehrad                                         |
| Air Montenegro     | Švýcarsko          | Sezónně: Curych                                  |
| Air Montenegro     | Turecko            | Istanbul                                         |
| Air Serbia         | Srbsko             | Bělehrad                                         |
| Austrian Airlines  | Rakousko           | Vídeň                                            |
| Flynas             | Saúdská Arábie     | Sezónně: Rijád                                   |
| LOT                | Polsko             | Varšava–Chopin \| sezónní charter: Radom         |
| Pegasus Airlines   | Turecko            | Ankara · Istanbul–Sabiha Gökçen · Izmir          |
| Ryanair            | Belgie             | Sezónně: Brusel–Charleroi                        |
| Ryanair            | Chorvatsko         | Sezónně: Záhřeb                                  |
| Ryanair            | Německo            | Sezónně: Berlín                                  |
| Ryanair            | Spojené království | Sezónně: Londýn–Stansted · Manchester            |
| Smartwings         | Polsko             | Sezónní chartery: Gdaňsk · Katovice              |
| Transavia France   | Francie            | Sezónně: Paříž–Orly                              |
| Tailwind Airlines  | Turecko            | Sezónní charter: Istanbul                        |
| Turkish Airlines   | Turecko            | Istanbul                                         |
| Wizz Air           | Maďarsko           | Budapešť                                         |
| Wizz Air           | Německo            | Dortmund · Memmingen                             |
| Wizz Air           | Polsko             | Sezónně: Katovice · Varšava–Chopin               |
| Wizz Air           | Itálie             | Milán-Malpensa                                   |
| Wizz Air           | Rakousko           | Sezónně: Vídeň                                   |
| Wizz Air           | Spojené království | Sezónně: Londýn–Gatwick                          |

### Cargo linky
| Letecká společnost | Destinace                                                                               |
| ------------------ | --------------------------------------------------------------------------------------- |
| DHL                | Bergamo, Brusel-Zaventem, Frankfurt nad Mohanem, Kodaň-Kastrup, Londýn-Heathrow, Madrid |

## Doprava na letiště
Podgorické letiště je přes krátkou objížďku přístupné z evropské silnice E65, která spojuje švédské Malmö a řeckou Chaniu. Cesta z centra města na letiště netrvá většinou déle než 15 minut, s výjimkou letních měsíců, kdy je na silnici hustší provoz (díky turistům mířícím k Jaderskému moři).
V současnosti je ve výstavbě nová čtyřproudová dálnice v rámci obchvatu města Golubovci, z níž má být výjezd i k letišti.
Díky výstavbě tunelu Sozina se cesta k letišti z Baru (největšího přístavu v Černé Hoře) zkrátila na 40 km. Letiště je tak blíže nejen obyvatelům Baru, ale i ostatním z jižního pobřeží státu.
Dopravu do města zapříčiňují kyvadlové a linkové autobusy nebo taxi služby.

## Vážné nehody
- 25. ledna 2005 v noci na letišti přistávalo letadlo Fokker 100 společnosti Montenegro Airlines (let YU-AOM). Po přistání v zasněžených podmínkách se podvozek letounu na ranveji – 700 metrů před odbočením na pojezdovou dráhu – zlomil. Dva cestující, pilot a druhý pilot byli lehce zraněni. Aerolinie byly po incidentu žalovány cestujícími – jako jediná letecká společnost totiž provozovaly lety do Podgorice i v nočních hodinách; ostatní společnosti noční lety odvolaly kvůli nemodernímu vybavení letiště. V roce 2006 bylo letiště zmodernizováno.

- 11. září 1973 letoun SE 210 Caravelle společnosti Jat Airways (let YU-AHD) na pravidelné lince Skopje – Titograd (dnes Podgorica) narazil do hory Maganik v pohoří Babin Zub, severně od Podgorice. Všech 41 cestujících na palubě včetně členů posádky zahynulo.

## Galerie

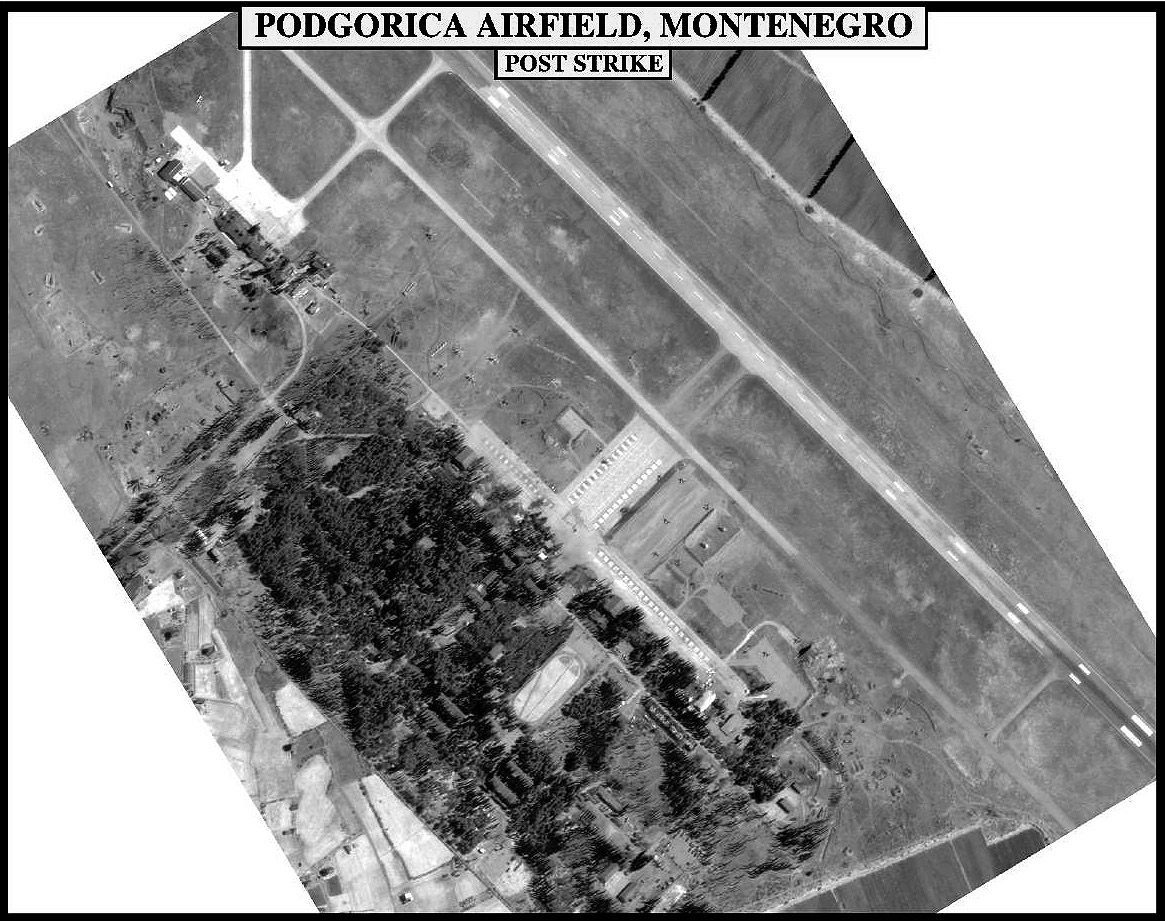
Letiště během Války v Kosovu
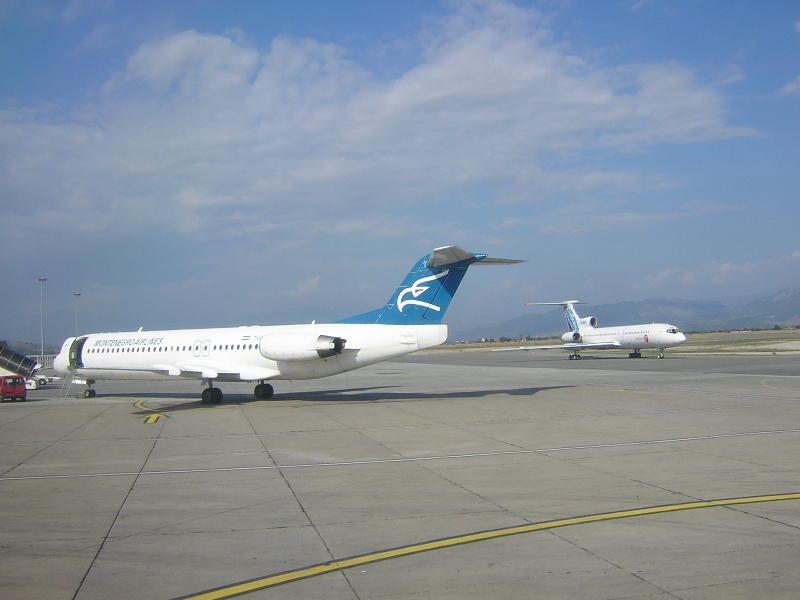
Fokker 100 Montenegro Airlines (vlevo) a Tupolev Tu-154 S7 Airlines (v pozadí) na podgorickém letišti
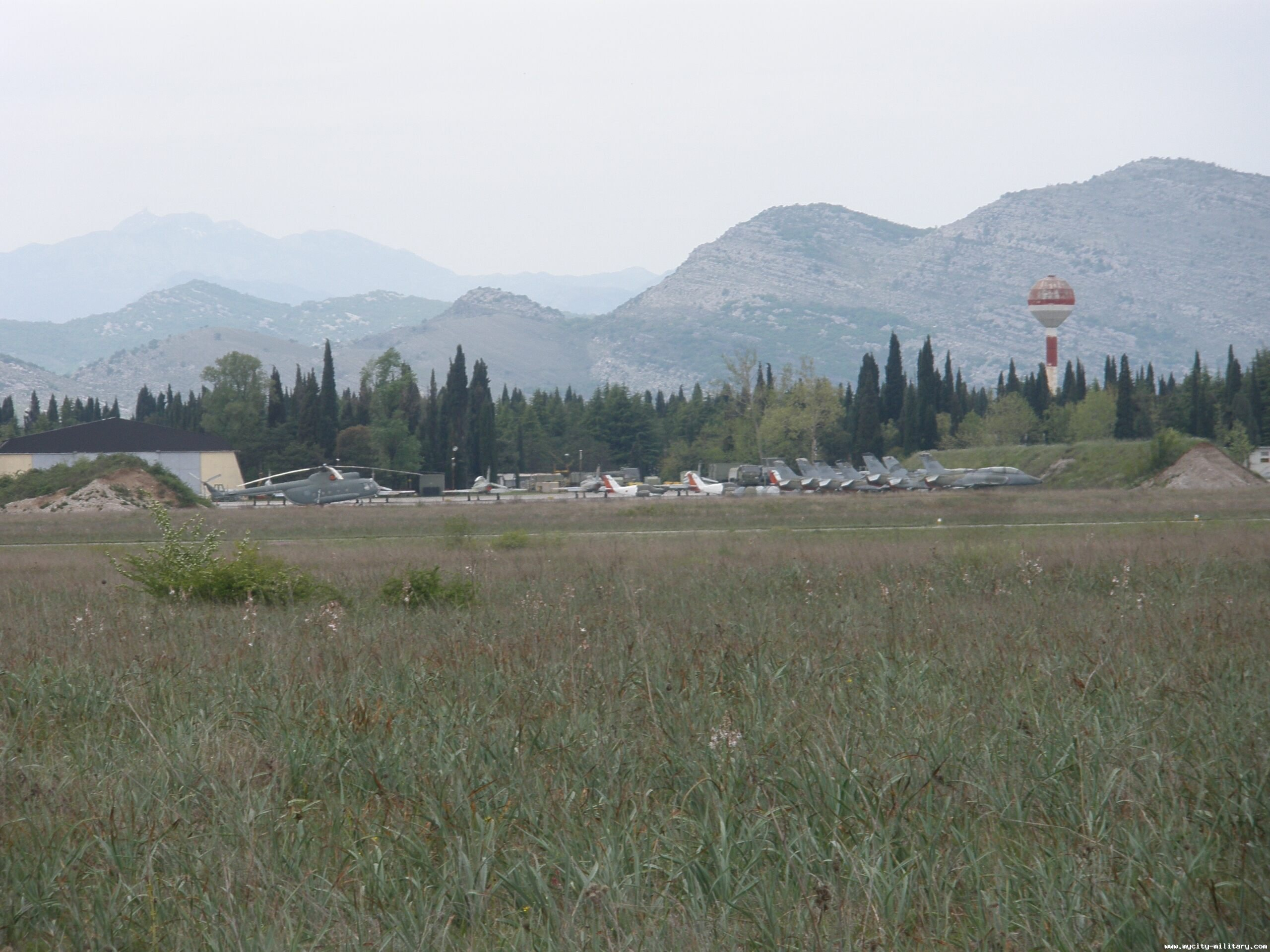
Vojenská základna Černohorského národního letectva blízko letiště ve vesnici Golubovci